# Pivovar Holba
Browar Holba (czes. Pivovar Holba) – browar znajdujący się w czeskim mieście Hanušovice (kraj ołomuniecki).

## Historia

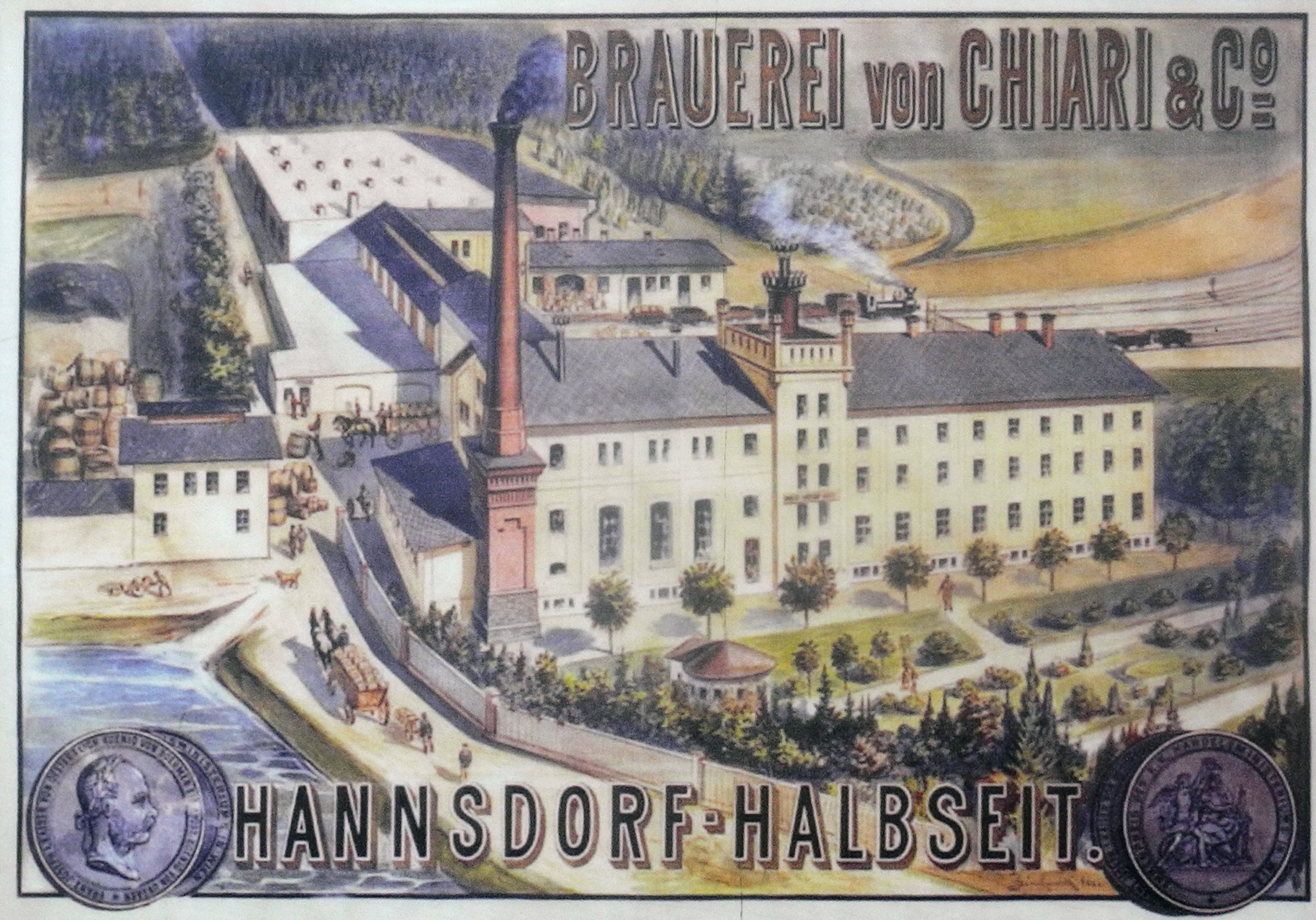
Widok historyczny

Założycielem browaru był słodownik Josef Müllschitzký, który pierwszą partię piwa uwarzył w grudniu 1874. W tym czasie wydajność nowoczesnego jak na swoje czasy zakładu napędzanego parą wynosiła 22.400 hektolitrów rocznie. W 1881 zakład przejęli Oberleithnerowie. W 1906 wszedł w skład spółki akcyjnej, a w 1948 został znacjonalizowany. Państwo zmodernizowało browar w 1960, m.in. zbudowało nową fermentownię, piwnice leżakowe i stację filtracyjną. W 1970 zmieniono beczki drewniane na aluminiowe, a także przekroczono barierę 300.000 hektolitrów produkcji rocznej. W 1983 uwarzono pierwszy raz markę Šerák (na stałe włączono ją do oferty w 1984). W 1996 powstała spółka Pivovar Holba (do dziś spółka córka PMS Přerov). W 2001 zrewitalizowano stawy browarniane, w których żyją m.in. raki, traszki, zaskroniec i żaba trawna. W 2010 otwarto muzeum browarnictwa i restaurację.
Obecnie (2023) browar produkuje około 50.000 hektolitrów piwa rocznie. Jego nazwa pochodzi od jednej z najstarszych części Hanušovic – Holby. Najpopularniejsze piwo browaru − Holba Šerák pochodzi natomiast od szczytu o tej samej nazwie w paśmie Wysokiego Jesioniku.
Piwo dostępne jest na terenie całych Czech, w restauracjach, gospodach, a także w sklepach w butelkach i puszkach. Browar organizuje dwa główne festyny: Pivovarská čtvrtka oraz Pivovarské slavnosti.
Browar Holba należy od 2024 roku do firmy Kofola ČeskoSlovensko.

## Marki i składniki
- Holba Classic – 4,2 %,
- Holba Šerák – 4,7 %,
- Holba Šerák polotmavý – 4,7 %,
- Holba Premium – 5,2 %,
- Holba Free – bezalkoholowe,
- Holba Horské byliny – piwny napój mieszany, 2,5%,
- Holba Brusinka s mátou – 2,2%,
- Holba Kvasničák – 4,7 %,
- Holba Šerák 13,51% – 6,2 %
- Holba Horská 10 – 4,2%[7].

Woda do produkcji piw pochodzi z własnych ujęć w obrębie browaru. Słód przywożony jest ze słodowni w Zábřehu, a chmiel z Tršic.